# Aihkioja
Aihkioja is een beek, die stroomt in de Zweedse  provincie Norrbottens län. De Aihkioja is een rivier die continu door moerasgebied stroomt. Uiteindelijk levert ze haar water af in een moeras, dat afwatert via de Juovoja. Ze is ongeveer 5,5 kilometer lang.